# Miceștii de Câmpie
Miceștii de Câmpie là một xã thuộc hạt Bistrița-Năsăud, România. Dân số thời điểm năm 2002 là 1288 người.